# Idia
|  | No s'ha de confondre amb la reina mare de Benín Idia.. |

Idia (en grec antic: Ἱδυῖα) va ser, segons la mitologia grega, una nimfa, filla d'Oceà i de Tetis.
Eetes, rei de la Còlquida, s'hi va casar en segones núpcies, i va ser la mare de Medea. El més freqüent és que no se la consideri mare d'Apsirt, però algunes versions la fan primera esposa d'Eetes i, per tant, mare dels seus dos fills.